# Anders Nordström
Anders Nordström, né le 9 mars 1960, est un médecin suédois. Il est directeur général par intérim de l'Organisation mondiale de la santé (OMS) entre mai 2006 et janvier 2007.

## Biographie
Il étudie la médecine à l'institut Karolinska de Stockholm et se spécialise dans le domaine de la politique sanitaire et de la planification nationale et internationale en matière de santé.
Il travaille avec la Croix-Rouge suédoise au Cambodge et au Comité international de la Croix-Rouge en Iran, ainsi que pour l'agence internationale suédoise de coopération et de développement pendant douze ans, dont trois en Zambie.
En 2002, il est directeur exécutif par intérim du Fonds mondial, institution des Nations unies luttant contre le SIDA, la tuberculose et le paludisme. En juillet 2003, il devient sous-directeur général de l'OMS, chargé de l'administration. À la suite de la mort soudaine du directeur général, Lee Jong-wook, le 22 mai 2006, il assure l'intérim jusqu'au 4 janvier 2007, date à laquelle la nouvelle directrice générale, Margaret Chan, entre en fonction.
De janvier 2008 à mai 2010, il est directeur général de l'Agence suédoise pour la coopération et le développement internationaux.